# Erengisle Sunesson (Bååt)
Erengisle Sunesson Bååt, död 2 augusti 1392, var en svensk medeltida storman. Han var son till riddaren och riksrådet Sune Jonsson (Båt) av ätten Bååt.
Erengisle Sunesson var under sin tid en av Sveriges mäktigaste män och kallas i handlingarna riddare från 1344 och riksråd från 1351. Han förskaffade sig 1353 titeln jarl av Orkneyöarna, vilka han dock aldrig tycks ha besökt. Han ingick i den grupp av stormän som motarbetade kung Magnus Eriksson och han deltog i de förhandlingar i Tyskland som ledde till att hertig Albrekt av Mecklenburg erbjöds Sveriges krona. 
Egenmäktigheten och laglösheten bland de store var vanligt på den här tiden. En intressant händelse inträffade i juli 1364 då konung Albrekt dömde Erengisle Sunesson att återlämna det gods och de pengar han låtit röva från Lindorm Eskilsson. 
Erengisle hade befallt två av sina män att ta Lindorm till fånga. Männen hade inte bara rövat ifrån honom hans saker och dyrbarheter, utan även framställt en fordran på en större summa pengar, samt tvingat honom att ställa borgen för densamma. Lindorm hade dessförinnan skiftat sin egendom mellan Nydala kloster och sina arvingar och gått i kloster. 
Men Lindorm beklagade sig inför konung Albrekt och furstar som samlats i Jönköping. Konung Albrekt förklarade honom fri och dömde Erengisle att återlämna det rövade godset och efterge sitt påstående om penningsumman
Erengisle Sunesson ägde under slutet av 1300-talet den medeltida borgen Hultaby slott som är belägen i Näsby socken utanför Vetlanda samt godset Flishult beläget i samma socken.[källa behövs] 
Han ligger begravd i Vadstena klosterkyrka jämte sin tredje hustru. Han var gift med:
1. Margareta
2. Agnes (Annot), dotter till Malise av Stratherne, jarl över Orkneyöarna.
3. före 1377 med Ingeborg Magnusdotter